# Drew Lachey
Andrew John "Drew" Lachey (Cincinnati, Ohio, 8 de agosto de 1976) es un cantante y actor estadounidense. El es conocido por ser miembro de la banda musical 98 Degrees, siendo el hermano menor de Nick Lachey, también miembro de la banda. El también es conocido por ser el ganador de la segunda temporada del programa de baile de ABC, Dancing with the Stars.

## Primeros años
Lachey nació en Cincinnati, Ohio. Él era un médico de combate en el Ejército de los Estados Unidos,  era un técnico médico de la emergencia (EMT) en Nueva York, trabajó en un deli, y fue un consejero de campamento a la edad de 16 años. Asistió a la Escuela Primaria Clovernook en North College Hill, Ohio (un suburbio de Cincinnati, Ohio), luego asistió a la Escuela de Artes Creativas y Escénicas (SCPA) en el Distrito Escolar Público de Cincinnati, Ohio.

## Carrera
Él fue miembro del grupo de música pop 98 Degrees, junto a su hermano Nick Lachey y otros miembros de la banda Justin Jeffre y Jeff Timmons. Desde 98 Degrees, Lachey hizo una aparición en Hollywood Squares en 2001, actuó en Broadway como Mark Cohen en el musical Rent desde el 3 de enero al 21 de marzo de 2005, y también ha tenido varias apariciones en el programa de MTV de Nick Newlyweds: Nick and Jessica. En junio de 2008, Lachey se unió a la compañía de Broadway de Monty Python's Spamalot como Patsy, el fiel criado del rey Arturo y se quedó con el espectáculo durante tres meses.

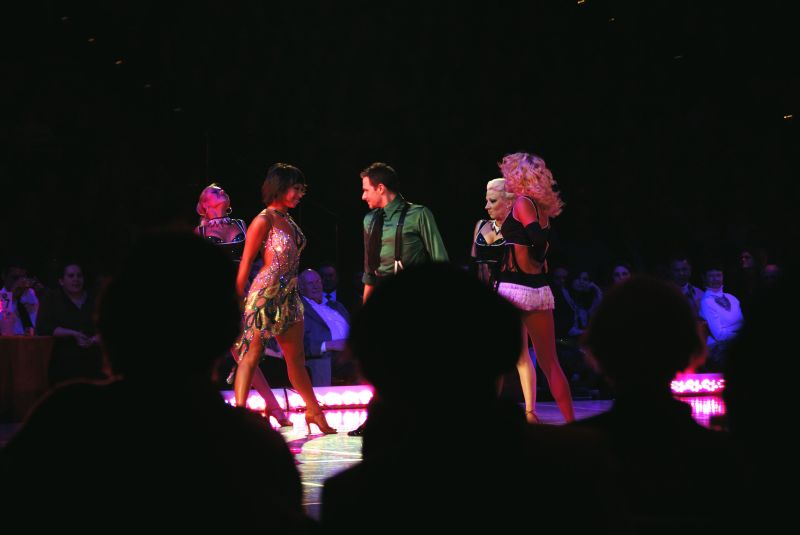
Lachey y Cheryl Burke en Dancing with the Stars

Lachey fue una celebridad participante en la temporada 2 de Dancing with the Stars siendo emparejado con la bailarina profesional Cheryl Burke. Al comienzo de la sexta semana de competencia (salió al aire en febrero de 2006), Lachey y Burke obtuvieron un puntaje perfecto de 30 con su tango. En la octava y última semana, obtuvieron una puntuación de 30 en cada uno de sus dos bailes, el pasodoble y el freestyle, dándoles la puntuación más alta de la semana. El 26 de febrero de 2006, fueron coronados campeones de Dancing with the Stars.
Lachey fue copresentador del concurso Miss USA de 2006 con la estrella de Access Hollywood Nancy O'Dell. El concurso fue transmitido en vivo por NBC desde Baltimore, Maryland el 21 de abril de 2006.
De diciembre de 2006 a febrero de 2007, Drew recorrió Canadá y Estados Unidos para el Dancing with the Stars Tour. En el show de resultados del 17 de abril de 2007, Lachey hizo una aparición sorpresa para repetir su freestyle bailando con Cheryl Burke. Él copresentó las primeras tres semanas de la temporada 5 de Dancing with the Stars, reemplazando temporalmente a Samantha Harris durante su descanso de maternidad. Él también reemplazo a Tom Bergeron por un episodio. Cuando Gloria Estefan tuvo que retirarse de los resultados del 16 de octubre de 2007 por razones personales, Lachey volvió a bailar un foxtrot con Cheryl.
Drew fue presentado en el programa Overhaulin' cuando su hermano Nick Lachey trabajó con Chip Foose para robar y personalizar el camión Ford 1967 de Drew.
Lachey también fue presentador de HGTV en la primavera de 2009 del reality show donde cinco familias vecinas compitieron por la oportunidad de ganar 250.000 dólares para pagar su hipoteca por competir en los retos de la mejora del hogar.
En 2010, interpretó el papel de Corny Collins en una producción de Hairspray en el Benedum Center de Pittsburgh.
Lachey se desempeñó como presentador para The Price Is Right Live! en Las Vegas en agosto de 2010.
Drew y su pareja de diseño Sabrina Soto ganaron la edición de celebridades de Showdown de HGTV, «Battle of the Bonus Room» que se muostró en julio de 2009. El equipo superó al diseñador Matthew Finlason y la celebridad, Kristi Yamaguchi.
Lachey regresó a Dancing with the Stars en la temporada 15 como uno de los concursantes «All-Stars». Esta vez siendo emparejada con la bailarina profesional Anna Trebunskaya. Ellos fueron la tercera pareja eliminada de la competencia.

## Dancing with the Stars

### Temporada 2
Lachey participó en la temporada 2 del reality show de baile Dancing with the Stars. Él fue emparejado con la bailarina profesional Cheryl Burke. La pareja se convirtió en finalista en la competencia, y lograron ganar la temporada el 24 de febrero de 2006.
| Semana        | Baile / Canción                            | Puntajes de los jueces | Puntajes de los jueces | Puntajes de los jueces | Resultado |
| Semana        | Baile / Canción                            | C.I                    | L.G.                   | B.T.                   | Resultado |
| ------------- | ------------------------------------------ | ---------------------- | ---------------------- | ---------------------- | --------- |
| 1             | Chachachá / «She Bangs»                    | 8                      | 8                      | 8                      | Salvados  |
| 2             | Quickstep / «Neutron Dance»                | 9                      | 9                      | 9                      | Salvados  |
| 3             | Jive / «Crazy Little Thing Called Love»    | 9                      | 9                      | 9                      | Salvados  |
| 4             | Pasodoble / «Thriller»                     | 9                      | 9                      | 10                     | Salvados  |
| 5             | Samba / «Dirrty»                           | 9                      | 9                      | 9                      | Salvados  |
| 5             | Grupo Salsa / «Rhythm Is Gonna Get You»    | Puntos extras no dados | Puntos extras no dados | Puntos extras no dados | Salvados  |
| 6             | Tango / «Shut Up»                          | 10                     | 10                     | 10                     | Salvados  |
| 6             | Grupo Vals vienés / «Fallin'»              | Puntos extras no dados | Puntos extras no dados | Puntos extras no dados | Salvados  |
| 7 (Semifinal) | Foxtrot / «It Had to Be You»               | 9                      | 9                      | 8                      | Salvados  |
| 7 (Semifinal) | Rumba / «Total Eclipse of the Heart»       | 10                     | 9                      | 10                     | Salvados  |
| 8 (Final)     | Pasodoble / «Thriller»                     | 10                     | 10                     | 10                     | Ganadores |
| 8 (Final)     | Freestyle / «Save a Horse (Ride a Cowboy)» | 10                     | 10                     | 10                     | Ganadores |
| 8 (Final)     | Jive / «Hound Dog»                         | 9                      | 9                      | 9                      | Ganadores |

### Temporada 15
En 2012, se anunció que Lachey volvería para la temporada 15 all-star por una segunda oportunidad volver a ganar la competencia; esta vez él fue emparejado con la bailarina profesional Anna Trebunskaya. Ellos fueron eliminados en una doble eliminación en la tercera semana de la competencia.
| Semana | Baile / Canción             | Puntajes de los jueces | Puntajes de los jueces | Puntajes de los jueces | Resultado   |
| Semana | Baile / Canción             | C.I                    | L.G.                   | B.T.                   | Resultado   |
| ------ | --------------------------- | ---------------------- | ---------------------- | ---------------------- | ----------- |
| 1      | Foxtrot / «Love Song»       | 7.0                    | 7.0                    | 7.5                    | Dos últimos |
| 2      | Jive / «Dance, Dance»       | 7.5                    | 7.5                    | 7.5                    | Salvados    |
| 3      | Chachachá / «Crazy in Love» | 8.0                    | 8.0                    | 8.0                    | Eliminados  |

## Vida personal
Lachey se casó con Lea Lachey el 14 de octubre de 2000. Eran niños y novios en la escuela secundaria, y ella fue la coreógrafa para 98 Degrees, así como uno de los bailarines. Su primera hija, Isabella Claire Lachey, nació el 26 de marzo de 2006 en Los Ángeles, California, pesando 3,2 kg. El 14 de diciembre de 2009, se anunció que la pareja estaba esperando su segundo hijo, un niño, y nacería en la primavera de 2010. Su segundo hijo, Hudson Nick Lachey, nació el 15 de mayo de 2010 en Cincinnati, Ohio. Los dos también dirigen una zona de Cincinnati realizando campamentos de día de artes.

## Discografía
98 Degrees
- 98° (1997)
- 98° and Rising (1998)
- Revelation (2000)
- 2.0 (2013)

## Filmografía
- Spliced (2002) - Brad
- The Comebacks (2007) - All American Dad
- Overhaulin - temporada 4
- Hell's Kitchen
- Guess Who's Coming To Christmas (2013) - Dax
- Lachey's: Raising the Bar

## Broadway
- Patsy (2008) Spamalot
- Mark Cohen (2005) Rent